# 金井秀景
金井 秀景（かない ひでかげ）は、戦国時代から安土桃山時代にかけての武将。上野国西部の武士団、倉賀野衆の一人である。金井淡路守とも称する。後に倉賀野城主となり、倉賀野淡路守秀景と名乗った。

## 生涯
金井氏は新田氏一族に属する岩松氏の支流で、岩松時兼の三男・金井長義を祖とする。当初、倉賀野氏の当主・倉賀野行政麾下の倉賀野十六騎の一人として関東管領・上杉憲政に従った。

### 河越城の戦い
天文15年（1546年）、行政が河越城の戦いで討死すると、他の十六騎と共に病弱であった行政の嫡男・倉賀野為広をよく助け、城を守る。

### 武田信玄の西上野侵攻
天文16年（1547年）の小田井原の戦いでは、籤引きで先鋒に選ばれた為広の名代として上杉氏勢を率い、武田晴信と戦うが、大敗を喫した。その後、為広が死去。倉賀野尚行が跡を継いだ永禄2年（1559年）頃に、金井秀景は一転して武田氏方になり、武田信玄に仕える。
永禄8年（1565年）、武田信玄により倉賀野城が落城。孤立した箕輪城も永禄9年（1566年）落城、箕輪城主・長野業盛は自刃し、倉賀野尚行が上杉謙信の許に逃亡した。
元亀元年（1570年）、秀景が倉賀野城主となり倉賀野氏に改姓し、倉賀野秀景となる。

### 甲州征伐
天正10年（1582年）3月に織田信長の武田征伐で甲斐武田氏が滅亡した後は、織田氏の武将である滝川一益に伺候する。秀景はこの時武田豊信に出仕を促し、梶原政景を仲介するなど一益の補佐役に位置する立場にあった。 同年6月に本能寺の変で信長が死去し、その後の神流川の戦いでも北条氏直率いる軍勢と戦い奮戦するが、敗れた一益が関東から撤退すると、和田信業らと共に後北条氏の軍門に降る。この時、秀景は一益との別れを惜しみ、真田昌幸らと木曾まで一益を警固している。

### 小田原征伐
天正18年（1590年）の小田原征伐では北条氏方武将として小田原城に籠城し、早川口の守備についた。小田原城は同年7月5日に落城。秀景は7月27日に没した。死因は不明。

## 名跡継承説
『新編 高崎市史 通史編2 中世』（平成12年3月31日 高崎市発行）によれば、倉賀野淡路守の名跡は、天正10年頃に先代秀景から次代家吉に継承されたとものとしている。
滝川一益配下となった後の倉賀野淡路守は、熱心な外交を展開する一益に重用され、主に下野国・常陸国などの連絡の任に当たっていたことがいくつかの史料により判明している（資料編4 中世2）。その中に上総国長南城を根城とする武田豊信に宛てた一益への帰属を求める『倉賀野淡路守書状写（家吉判）』（天正10年4月6日）があるが、文書中に「拙者先代より東筋馳走申し候」とあることを論拠として、天正10年以降の倉賀野淡路守は秀景とは別人の家吉であろうと論じている。
家吉という人物については、武田氏の重臣跡部氏の出身である跡部家吉が倉賀野氏の名跡を継承し（家吉が秀景の養子になり）倉賀野家吉と改姓した可能性が高いとみている。これは「跡部淡路守家吉」という人物の存在が判明したためであり、その関係文書は現在4点確認されている。なお、跡部氏系図には家吉の名はみられない。